# Lampranthus violaceus
Lampranthus violaceus är en isörtsväxtart som först beskrevs av Dc., och fick sitt nu gällande namn av Schwant. Lampranthus violaceus ingår i släktet Lampranthus och familjen isörtsväxter. Inga underarter finns listade i Catalogue of Life.